# 大聖寺 (越谷市)
大聖寺（だいしょうじ）は、埼玉県越谷市にある寺院である。通称、大相模不動尊。越谷で最古の寺院と伝えられており、成田山新勝寺、高幡山金剛寺と合わせて関東三大不動に数えることもある。
本尊は東大寺初代別当の良弁僧正彫刻による不動明王像。
創建は天平勝宝2年（750年）と伝えられる。
山門は鎌倉風建築と呼ばれており、左右に一対の仁王尊を配している。山門中央の額字には山号「真大山」と書かれているが、これは松平定信の書だと伝えられている。境内にはタブノキが植えられており、樹齢500年と推定されている。
徳川家康が各地に巡察を行った際に宿泊したものとみられ、「（家康の）垢付の夜具」と称される夜具が秘蔵されている。
寛政年間には越谷のみならず現・草加市の村々からも申し合わせて日照り対策の雨乞い祈禱が行われたことが記録されている。

## 風景印
最寄りの越谷相模町郵便局に、当該寺院を図案化した風景印が配備されている。
- 局名表記は『越谷相模町』
- 意匠図案は、安置されている『不動明王像』と『大聖寺の山門』
- 使用開始年月日は2020年（令和2年）4月1日